# 馬芬燕
馬芬燕，（英文名︰Stephanie Ma），綽號「STEP」，香港出生，是香港聾人機構「龍耳」的手語翻譯員，亦是龍耳電視的編輯。現她符合《香港手語翻譯員名單》基本條件的手語翻譯員。她曾參與亞洲電視節目「感動香港」、香港電台電視節目「早辰。早晨」、「2019區議會選舉論壇」。她目前在無綫電視新聞節目「手語新聞報道」、HOY TV的「手語新聞報道」以及ViuTV的「6點新聞報道」中擔任手語傳譯工作。

## 家庭背景
馬芬燕的兄姊均為聾人，為協助他們跟健聽父母溝通，她從小開始學習手語。
在2014年國際足協世界盃，趁世界盃熱潮推動共融社會。馬芬燕指出兄姊屬於天生遺傳性失聰，慶幸自己和妹妹是健聽人士，自覺要把握所有機會，回饋上天眷顧。她期望把一向寂靜的世界，改造成歷來最熱鬧的足球派對，希望藉此在社會推動共融訊息。
馬芬燕指出，香港政府有很多新聞，宣傳片及廣告都沒有配上手語傳譯，但手語和文字的文法有不同，單靠字幕很難理解全部內容。聾人經常誤墮騙局，她的哥哥就因為缺乏資訊，被非法的傳銷公司欺騙。她希望透過龍耳電視製作配有手語傳譯的節目，協助聾人理解新聞資訊。

## 龍耳電視
馬芬燕指出，有些電視台直播節目時，把手語傳譯框刪走，導致聾人無從理解節目內容，反映有必要製作手語版本的電視節目。龍耳電視於2014年11月成立，製作配有手語傳譯的節目，協助聾人理解新聞資訊。
她亦指出，聾人以手語為母語，與平常的語言文法相差很大，以致現時很多資訊都未能傳達給他們。她認為，單靠看在電視下方顯示的字幕，根本不能讓他們把內容消化，因為他們在閱讀文字時，比一般人需要更多時間去理解。

## 手語傳譯
她指出，香港手語主要有兩種，一種是中文手語，即是直接將整句句字的每一個字順序打出，而另一種則是自然手語，以「重點在前，問句量詞在後」為原則，方便聾人迅速理解說話內容。例如想問對方有沒有facebook，中文手語的打法是直接將「你有沒有facebook」依次打出，而自然手語則是先打「facebook」，再打「有沒有」。
她亦指出，每個聾人都有自己一套手語的打法，因各人成長背景、文化及學歷水平等不同，以致對不同字詞的理解也有不同，故演繹出來的手語亦有所不同。她認為要成為一個好的翻譯員，最重要是要多接觸聾人，才可了解到那位聾人所打的手語，是否和自己學的意思相同。
馬芬燕認為香港政府除欠缺手語翻譯員的人手外，前線的警務人員亦缺乏對聾人的基本認知，加上內部溝通不足，令警務處對申請手語傳譯員支援感到陌生。她指並非要求前線人員能與聾人溝通，但希望他們能夠有正確態度，並清楚申請手語翻譯員的程序。

## 龍耳手譯寶
聾人機構「龍耳」2017年4月推出龍耳手譯寶的手機應用程式，馬芬燕指出會員可免費使用服務，非會員可註冊成為會員後免費使用。她接受《政府新聞網》訪問時說，最常收到的要求是回撥電話，就是有聾人不斷收到電話來電，但又不知道來電者的來意，於是利用這手機應用程式聯絡，要求協助詢問來電者的目的。詢問後才知道他們曾訂購床褥或其他物品，對方準備送貨，只是他們遺忘了。